# کوپا هلدینگ
کوپا هلدینگ (انگلیسی: Copa Holdings) شرکت هوانوردی آمریکایی است.